# Dion Chryzostom
Dion Chryzostom (gr. Chrysostomos – Złotousty), Dion z Prusy (ur. ok. 40 w Prusie, zm. ok. 120) – grecki filozof żyjący w okresie cesarstwa rzymskiego, zwolennik stoicyzmu i cynizmu. Autor Mów (80 utworów w różnej formie – mowy, dialogi, diatryby), które są znakomitym źródłem do poznania świata antycznego za panowania cesarza Trajana.
Pochodząc z wyższej warstwy społecznej Prusy (w Bitynii), Dion zdobył wykształcenie literackie (sofistyczne). Był w zażyłych stosunkach z ludźmi z wyższych sfer Rzymu. Z powodu łączącej go przyjaźni z Flawiuszem Sabiniusem został skazany na wygnanie, gdy na przyjaciela padło podejrzenie o spiskowanie przeciwko cesarzowi Domicjanowi.
Wygnanie trwało od 82 r. n.e. do 96 roku n.e. (do śmierci Domicjana).
W czasie wygnania zmuszony był do zdobywania środków na utrzymanie wykonując najcięższe prace. Będąc pozbawiony wszystkiego co zapewniało mu wcześniejsze dostatnie życie zwrócił się w stronę filozofii cynickiej w której odkrył wartość trudu i wystarczanie samemu sobie.
Po powrocie z wygnania jego cynickie życie się zakończyło poszerzając o elementy stoickie a nawet platońskie. Mając dobre stosunki z cesarzem Trajanem wygłaszał w jego obecności swoje mowy.

## Nauczanie
Dion twierdził, że ludzie zabiegają o różne bogactwa, dobrą reputacje i przyjemności cielesne, a nikt nie jest w stanie uwolnić się od władzy rzeczy. Twierdził, że droga do szczęścia prowadzi przez walkę z przyjemnościami i wystarczanie samemu sobie. Pod wpływem stoicyzmu twierdził, że życie zgodne z naturą to życie w biedzie, a nie w bogactwie. Zaproponował aby biedacy godni szacunku z miast przenieśli się na wieś aby tam żyć utrzymując się z pracy na roli.
Uważał, że idealny ustrój to monarchia, oczywiście na czele z idealnym monarchą – mędrcem, który byłby pasterzem ludu. Twierdził, że idea Boga jest wrodzona wszystkim ludziom. Nauczał, że ludzie są braćmi, powinni naśladować Boga i upodabniać się do niego.

## Twórczość
Z prac Diona zachowało się 80 mów dotyczących m.in. władzy, filozofii i miast greckich (np. Olimpii, Eubei), oraz Pochwała włosów cytowana w Pochwale łysiny Synezjusza z Cyreny. W utworze zatytułowanym Mowa Trojańska, czyli o tym, że Ilion nie zostało zdobyte dowodził za pomocą paradoksalnych zaprzeczeń, że historia podbicia Troi opisana przez Homera w Iliadzie jest niezgodna z prawdą.
Za najpiękniejszą z jego oracji uznawana jest Mowa XII, tak określana od miejsca, jakie zajmuje w zbiorze mów retora, zwana też Mową olimpijską od miejsca jej wygłoszenia (wyd. pol.: Dion z Prusy (Dion Chrysostomos) Mowa olimpijska o religii i pięknie. Przeł. oraz wstępem i not. opatrzył Michał Wojciechowski. Kraków 2006. «Starożytne Teksty Religijne»).

## Spis dzieł
1. Pierwsza mowa o królestwie
2. Druga mowa o królestwie
3. Trzecia mowa o królestwie
4. Czwarta mowa o królestwie
5. Opowieść libijska
6. Diogenes albo O tyranii
7. Mowa eubejska albo Myśliwy
8. Diogenes albo O cnocie
9. Diogenes albo Mowa istmijska
10. Diogenes albo O sługach
11. Mowa trojańska. O tym, że Ilion nie zostało zdobyte
12. Mowa olimpijska albo O pierwotnym wyobrażeniu boga
13. W Atenach o wygnaniu
14. O niewoli i wolności I
15. O niewoli i wolności II
16. O smutku
17. O chciwości
18. O ćwiczeniu się w wymowie
19. O swym upodobaniu do słuchania
20. O wycofaniu się
21. O pięknie
22. O pokoju i wojnie
23. O tym, że mędrzec jest szczęśliwy
24. O szczęściu
25. O dajmonie
26. O naradach
27. Diatryba o tym, co dzieje się na uczcie
28. Melankomas II
29. Melankomas I
30. Charidemos
31. Mowa rodyjska
32. Do Aleksandryjczyków
33. Mowa tarsyjska I
34. Mowa tarsyjska II
35. W Kelajnach we Frygii
36. Mowa borysthenejska, którą wygłosił w ojczyźnie
37. Mowa koryncka
38. Do mieszkańców Nikomedii o zgodzie z mieszkańcami Nikai
39. O zgodzie, w Nikai po ustaniu rozruchów
40. W ojczyźnie o zgodzie z mieszkańcami Apamei
41. Do mieszkańców Apamei o zgodzie
42. Przemowa w ojczyźnie
43. Mowa polityczna w ojczyźnie
44. Wyrazy serdeczności wobec ojczyzny chcącej go uhonorować
45. Obrona swego stosunku do ojczyzny
46. W ojczyźnie, zanim zaczął filozofować
47. Wystąpienie publiczne w ojczyźnie
48. Mowa polityczna na zgromadzeniu
49. Odmowa przyjęcia urzędu, przed Radą
50. O swych czynach, przed Radą
51. Do Diodora
52. O Ajschylosie, Sofoklesie i Eurypidesie albo O łuku Filokteta
53. O Homerze
54. O Sokratesie
55. O Homerze i Sokratesie
56. Agamemnon albo O królestwie
57. Nestor
58. Achilles
59. Filoktet
60. Nessos albo Dejanira
61. Chryzeida
62. O królestwie i tyranii
63. O losie I
64. O losie II
65. O losie III
66. O sławie I
67. O sławie II
68. O sławie III
69. O cnocie
70. O filozofii
71. O filozofie
72. O wyglądzie zewnętrznym
73. O zaufaniu
74. O nieufności
75. O prawie
76. O obyczaju
77/78. O zawiści
79. O bogactwie
80. O wolności, z mów w Cylicji
81. Pochwała Włosów
Mowy 37 oraz 64 uważane są za nieautentyczne; ich autorstwo przypisuje się Faworynowi z Arelate.
W przekładzie na język polski ukazały się mowy 1-12, 16, 30, 36 i 52.